# Raillietina echinobothrida
Espèce
Raillietina echinobothrida est un parasite appartenant à la classe des cestodes. Il est le plus répandu et pathogènes helminthe parasite des oiseaux, particulièrement chez les poules, Gallus domesticus Linnaeus, 1758,. Il nécessite deux hôtes pour l'achèvement de son cycle de vie : les oiseaux et les fourmis. C'est un ver hermaphrodite ayant à la fois les organes de la reproduction mâle et femelle. Le parasite est responsable de cysticercoses nodulaires des volailles.

## Description
Le corps d'un adulte R. echinobothrida est composé d'une série segments en forme de rubans, s'élargissant graduellement de l'extrémité antérieure vers la partie postérieure. Il est de couleur blanchâtre, très allongé, aplati suivant l'axe dorso-ventral, et entièrement recouvert d'un tégument. Le corps peut être long de 25 cm, et généralement large de 1 à 1,5 cm. Le corps est divisible dans la région de la tête appelé 'scolex', suivie par un 'cou' d'un seul tenant, puis par le corps très segmenté, appelé 'strobila'. Le scolex porte quatre ventouses et un rostellum, qui sont les organes de fixation à l'hôte. Les segments individuels dans le strobila sont appelés proglottis et sont entièrement couverts de microvillosités. Ces microvillosité sont les structures pour l'absorption de l'alimentation, et il n'y a pas d'organes digestifs. Un certain nombre de testicules et une paire d'ovaires sont présents dans chaque proglottis. Chaque segment mature du corps contient de 8 à 12 capsules d'œufs.

## Cycle de vie
Il réalise son cycle de vie dans deux hôtes différents. La vie adulte se déroule dans l'intestin des volailles, qui est l'hôte définitif, et la période juvénile dans les fourmis, en particulier l'espèce Tetramorium, qui est l'hôte intermédiaire. Les proglottis contenant un grand nombre de capsules d'œufs sont passés à l'extérieur avec les matières fécales des poulets infestés. Chaque ovule de la capsule contient de 3 à 8 œufs. Les larves appelé onchosphères sont ingérés par les fourmis, et pénètre dans le canal digestif, d'où elles migrent dans la cavité abdominale de l'insecte et de développe en cysticercoïdes matures, les larves infectant les oiseaux.